# Toni Pou
Antoni Pou Pujades, més conegut com a Toni Pou (El Masnou, Maresme, 1977) és un físic, escriptor, periodista científic i professor universitari català.
Llicenciat en Física per la Universitat de Barcelona, Pou és coordinador del suplement de ciència del diari Ara i és autor dels llibre On el dia dorm amb els ulls oberts (2011), que fou Premi Godó de reporterisme i assaig periodístic i Premi Prisma al millor llibre de divulgació publicat a Espanya, i Si un dit assenyala la lluna (2021), un cant a la imaginació científica i a l'aventura literària, on fa un ús brillant del llenguatge comú per resseguir qüestions centrals del coneixement científic.
Actualment, Pou codirigeix el postgrau en comunicació científica de la Universitat de Vic, del qual també és docent. És cofundador de l'empresa Eduscopi, dedicada a la divulgació científica, i durant sis anys va ser comissari de l'exposició itinerant "L'Àrtic es trenca" de CosmoCaixa. Creatiu i emprenedor, col·labora habitualment amb editorials, entitats i institucions diverses, com l'Ajuntament de Barcelona i la Generalitat de Catalunya, per fer arribar els valors i les idees de la ciència a un públic més ampli, així com amb mitjans de comunicació, com ara Catalunya Ràdio, al diari Ara o la revista El món d'ahir.
El darrer treball de Toni Pou, Si un dit assenyala la lluna, no és un assaig en sentit canònic, tampoc una novel·la, ni un diari, ni un recull de cròniques de viatges o relats d'aventura. És un llibre que té alhora un poc de tot això, una mena de road story que ens convida a llegir i voler saber què passarà després. I, sobretot, un relat escrit amb una prosa rítmica i precisa, que conta amb saviesa i humilitat l'aventura intel·lectual i científica de Toni Pou, un antic professor de física de Secundària i Batxillerat, enamorat de Galileu. Com ha escrit Ponç Puigdevall «arreu d'aquest llibre habita una celebració, melancòlica i feliç, de la literatura i la ciència, del coneixement i la vida».

## Reconeixements
L'any 2019 va ser guardonat per la Societat Catalana de Biologia amb el Premi SCB a la Divulgació pel dossier multimèdia "Evolució", publicat pel diari Ara, on es va commemorar el 160è aniversari de la publicació del llibre On the Origin of Species de Charles Darwin que descrivia la teoria de la selecció natural.